# Joan Calabuig Rull
Joan Calabuig Rull (ur. 24 maja 1960 w Walencji) – hiszpański polityk i samorządowiec, parlamentarzysta krajowy, deputowany do Parlamentu Europejskiego VI kadencji.

## Życiorys
Kształcił się w zakresie prawa na Uniwersytecie w Walencji. Zaangażował się w działalność Hiszpańskiej Socjalistycznej Partii Robotniczej. Dołączył też do związku zawodowego Unión General de Trabajadores. Pracował w administracji miejskiej w Walencji. W latach 1983–1989 był członkiem regionalnego parlamentu Wspólnoty Walenckiej. W latach 1985–1989 pełnił funkcję przewodniczącego Międzynarodowej Unii Młodych Socjalistów. Był też dyrektorem generalnym instytutu ds. młodzieży (1989–1995).
W 2004 został wybrany na deputowanego do Parlamentu Europejskiego VI kadencji z ramienia PSOE. Zasiadał w Grupie Socjalistycznej, pracował m.in. w Komisji Przemysłu, Badań Naukowych i Energii oraz w Komisji Budżetowej. Z Europarlamentu odszedł w 2008 w związku z wyborem w skład Kongresu Deputowanych IX kadencji. W niższej izbie Kortezów Generalnych zasiadał do 2011.
W 2011 został rzecznikiem frakcji PSPV-PSOE w zgromadzeniu miejskim Walencji, a w 2012 sekretarzem generalnym miejskich struktur partii. W latach 2015–2016 pierwszym zastępcą alkada Walencji. Potem został delegatem rządu wspólnotowego do spraw UE i relacji zewnętrznych; funkcję tę pełnił do 2023.